# جوزيف بي. بلامر
جوزيف بي. بلامر (بالإنجليزية: Joseph B. Plummer)‏ هو ضابط أمريكي، ولد في 15 نوفمبر 1816 في Barre, Massachusetts ‏ في الولايات المتحدة، وتوفي في 9 أغسطس 1862 في كورينث في الولايات المتحدة.